# 加拉巴哥陸鬣蜥
加拉帕戈斯陸鬣蜥（學名：Conolophus subcristatus）是一種屬於美洲鬣蜥科的蜥蜴，也是陸鬣蜥屬兩個物種的其中之一。為生存於加拉帕戈斯群島的特有種，主要棲息於其中的費爾南迪納島、伊莎貝拉島、圣克鲁斯岛、北西摩島、小西班牙島以及南普拉薩島。

## 分類學與型態學
棲息於不同島嶼上的加拉帕戈斯陸鬣蜥族群，在型態與體表色彩上有所差異。其屬名「Conolophus」是源自希臘文的「cono」（多刺的）與「loph」（背脊），意指其排列於背上的尖刺。而種小名「subcristatus」則是源自拉丁文中的「sub」（低矮的）與「cristatus」（背脊），意指這種鬣蜥背上的尖刺比起其他種類的鬣蜥更短。
19世紀時，到此探險的查爾斯·達爾文曾對加拉帕戈斯陸鬣蜥有如此的描述：「難看的動物，下半部呈橘黃色，上半部呈紅褐色，由於低面角（low facial angle）的緣故，使牠們的外表看起來格外地愚蠢。」這種鬣蜥的身長約3到5呎（feet），體重最重25磅，依其所棲息的島嶼而有所差異。

## 習性與壽命
由於是變溫動物，因此加拉巴哥陸鬣蜥白天時會停留在火山岩上曬太陽；到了晚上則到洞穴中睡覺，以維持體溫。除此之外，當地某些鳥類會將這種鬣蜥身上的寄生蟲與蝨子吃掉，兩者之間形成一種共生關係。
加拉帕戈斯陸鬣蜥通常為草食性，不過有些個體具有機會性質的肉食行為，會補充一些昆蟲、蜈蚣或腐肉。由於淡水在群島上相當地缺乏，因此加拉巴哥陸鬣蜥主要是從當地的仙人掌（prickly-pear cactus）獲取水分，而仙人掌的果實、花、莖甚至尖刺，構成了這些鬣蜥80%的食物來源。只有在雨季時，牠們才能找到水池，並以一些齒莧屬（Portulaca）植物的花為食。
根據估計，加拉帕戈斯陸鬣蜥約有60年的壽命。

## 繁殖
加拉帕戈斯陸鬣蜥的性成熟大約發生於出生後8到15年之間，差異出現於不同島嶼上的族群，而交配期也同樣依島嶼而定。在交配過後，雌性鬣蜥會遷移到沙地築巢，並在一個深約18吋的凹洞中產下2到25顆卵，下蛋時間約在90天到120天後。
在South Plaza島上，加拉帕戈斯陸鬣蜥與加拉巴哥海鬣蜥（Amblyrhynchus cristatus，或稱海鬣蜥）的生活領域發生重疊，而兩種動物因而發生種間雜交，產生一些同時含有兩物種特徵的後代。這些雜交產生的個體長得像是雄性海鬣蜥與雌性陸鬣蜥的合體。雖然親代是來自兩個不同屬的物種，但仍可存活，只是不具繁殖能力。

## 族群
根據估計，大約有5000到10000隻的加拉帕戈斯陸鬣蜥棲息於群島上。在查爾斯·達爾文來到此地探險時，群島中的聖地牙哥島（Santiago Island）上還有數量相當充裕的加拉帕戈斯陸鬣蜥。當時這座島稱為「詹姆士國王島」（King James Island），達爾文的紀錄如下：「……當我們停留在島上時，我們找不到一個位置，是可以讓我們搭營，而沒有牠們的巢穴的。」。不過到了今天，聖地牙哥島上的所有加拉帕戈斯陸鬣蜥族群已經完全消失，取而代之的是豬、老鼠、貓與狗。

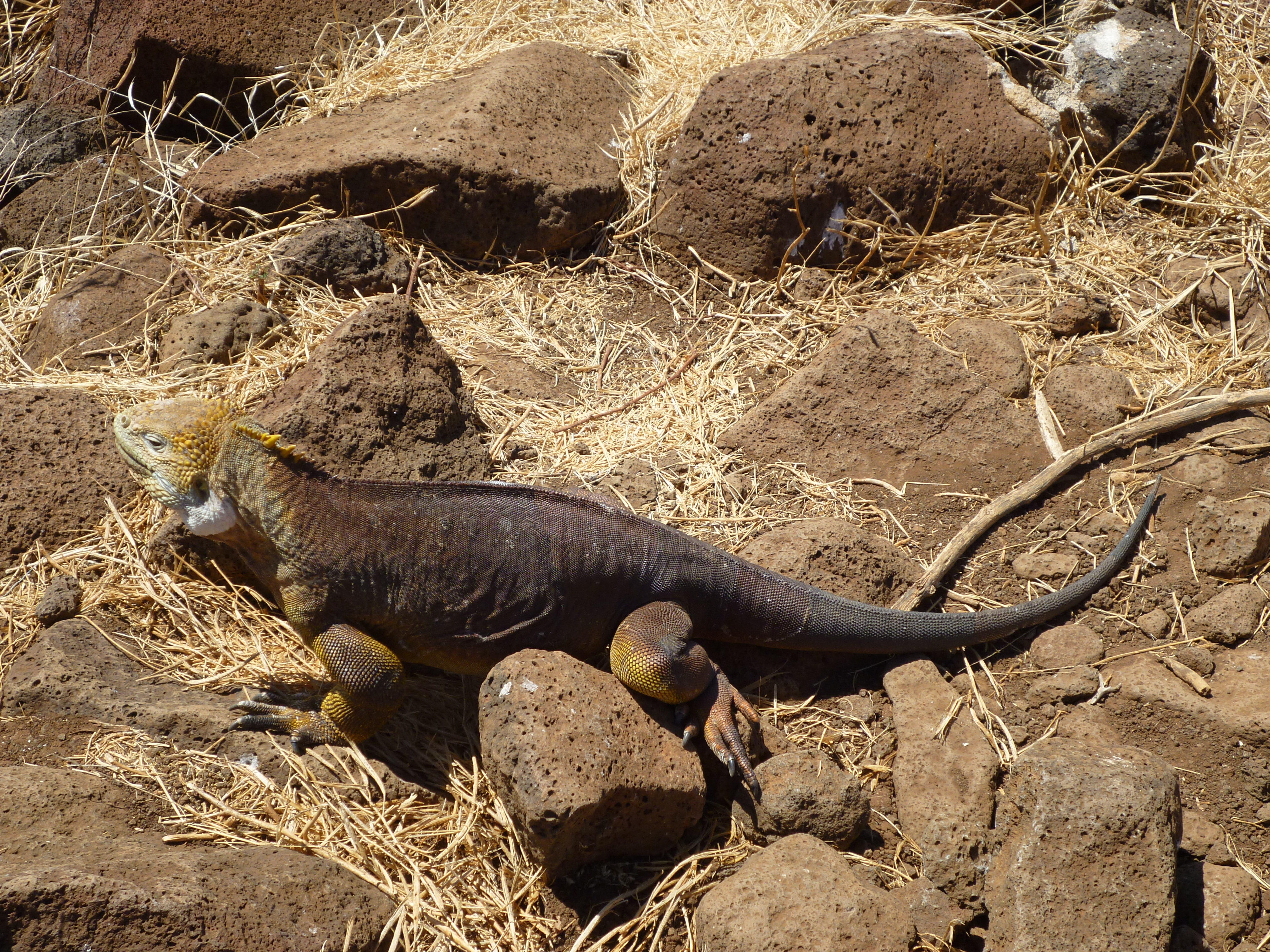
北西摩島上的陸鬣蜥。

### 數量減少與復育
原本由人類所帶來，並在此野化的動物，是加拉帕戈斯陸鬣蜥最主要的生存威脅。野狗和野貓會攻擊這些鬣蜥，並破壞牠們的巢穴。而且由於數百萬年來加拉巴哥群島的孤立，鬣蜥們並未發展出逃離掠食者的能力。野豬在覓食的過程中，也會破壞鬣蜥巢穴，甚至吃掉產於其中的卵。此種現象普遍發生於塞羅阿蘇爾火山（Cerro Azul volcano）地區以及伊莎貝拉島上。此外，引進此地的山羊也與鬣蜥在食物及水的來源上發生競爭。山羊的覓食行為連帶也影響了加拉巴哥鷹（Buteo galapagoensis）的生存。
有一個將加拉帕戈斯陸鬣蜥重新引入巴爾特拉島（Baltra Island）的計畫。原來居住在這座島上的陸鬣蜥遭過去駐紮於此的士兵當成射擊標靶來作娛樂，因而在1954年完全滅絕。不過在1930年代，美國報紙發行人威廉·藍道夫·赫斯特曾將這座島上的陸鬣蜥帶到幾百公尺遠的北西摩島上（而且當時北西摩島還沒有鬣蜥生存，原因不明），這些陸鬣蜥因此成為查爾斯·達爾文研究站（Charles Darwin Research Station）的保留品系，用來重新引入巴爾特拉島和其他區域。

## 參考文獻

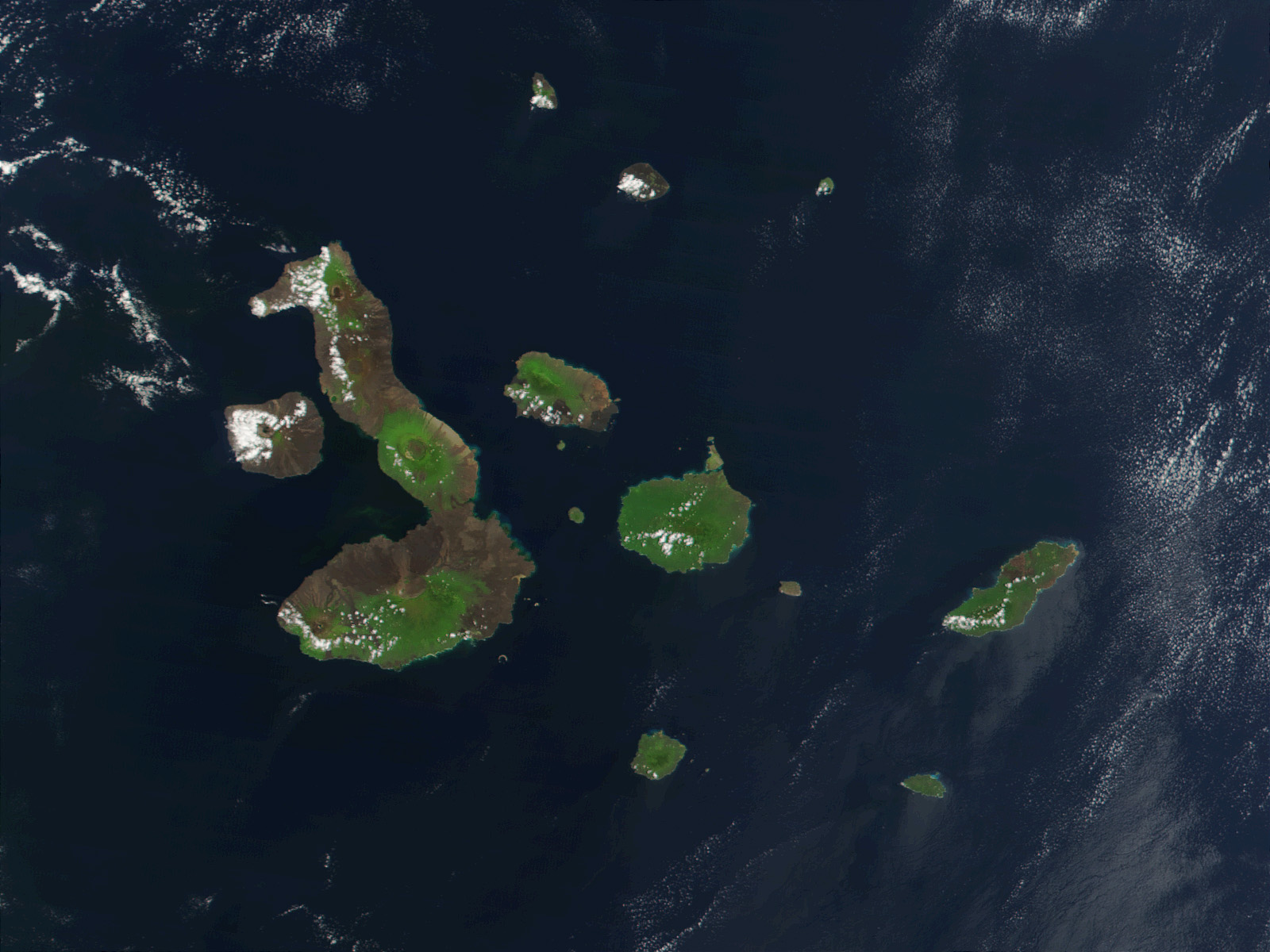
科隆群岛

## 外部連結
- Galapagos Conservation Trust（页面存档备份，存于）
- Galapagos Online（页面存档备份，存于）
- PBS:Destination Galapagos Islands（页面存档备份，存于）
- Conolophus subcristatus（页面存档备份，存于） at Animal Diversity Web